# Валльнёфер, Бруно
Бруно Валльнёфер (нем. Bruno Wallnöfer, 1960) — австрийский ботаник. Куратор коллекции фанерофитов в Музее естественной истории в Вене.

## Биография
Бруно Валльнёфер родился в 1960 году в Монтелле (Италия). Проживает в Австрии. 
В 1980-1987 году изучал ботанику в Венском университете. В 1982 году начал работу над диссертацией под руководством профессора Х. Грегера. В 1987 году получил звание доктора философии. Тема диссертации — "Сравнительный анализ полиацетиленовых соединений в растениях семейства Artemisia vulgaris".
В 1989-1992 годах работал научным ассистентом в Институте ботаники Венского университета. С 1992 года работает в секции ботаники Музея естественной истории в Вене.
Его исследования направлены на изучение семейства Меластомовые и семейства Эбеновые.

## Научная деятельность
Бруно Валльнёфер специализируется на семенных растениях.

## Некоторые публикации
- Duangjai, S; B Wallnöfer, R Samuel, J Munzinger, MW Chase. 2006. Generic delimitation & relationships in Ebenaceae sensu lato: evidence from six plastid DNA regions. American Journal of Botany. 2006 93: 1808—1827[5].
- Wallnöfer, B. 2004. A revision of Lissocarpa Benth. (Ebenaceae subfam. Lissocarpoideae (Gilg in Engler) B. Walln.) Ann. Naturhistorischen Museums in Wien, B 105: 515—564.
- 2001. Lectotypification of Diospyros cayennensis A. DC. (Ebenaceae). Taxon 50 (3), Golden Jubilee Part 5, pp. 887—889.
- 2001. The biology & systematics of Ebenaceae: a review. Ann. Naturhistorischen Museums in Wien, B: 103: 485—512.